# 常井健一
常井 健一（とこい けんいち、1979年 - ）は、日本のノンフィクション作家。

## 人物・来歴
茨城県笠間市生まれ。ライブドア、朝日新聞出版を経て、オーストラリア国立大学に客員研究員として留学。帰国後、フリーに。駒澤大学ジャーナリズム・政策研究所指導員。

## 著書
- 『小泉進次郎の闘う言葉』文春新書 2013.6
- 『誰も書かなかった自民党 総理の登竜門「青年局」の研究』新潮新書 2014.3
- 『保守の肖像 自民党総裁六十年史』岡崎勝久 写真, 小学館, 2015.7
- 『無敗の男 中村喜四郎全告白』文藝春秋, 2019.12
- 『地方選 無風王国の「変人」を追う』KADOKAWA, 2020.9
- 『おもちゃ 河井案里との対話』文藝春秋, 2022.2

### 共著
- 『小泉純一郎独白』文藝春秋, 2016.2
- 小泉純一郎『決断のとき トモダチ作戦と涙の基金』取材・構成. 集英社新書 2018.2